# Morfotropia
Morfotropia jest zjawiskiem przejściowym między izomorfizm kryształówem, a polimorfizmem. Polega ona na stopniowej zmianie stałych sieciowych przez systematyczne kolejne podstawianie jednych jonów przez drugie, różniących się między sobą głównie wielkością promieni jonowych. Przy przekraczaniu pewnej wielkości promieni jonów szereg izomorficzny kończy się i następuje przemiana morfotropowa. Graniczna substancja może tworzyć odmiany polimorficzne. Przykładem tego jest kalcyt i aragonit w szeregach izomorficznych bezwodnych węglanów metali dwuwartościowych.
| Promien kationu Å | układ trygonalny    | układ rombowy     |
| ----------------- | ------------------- | ----------------- |
| 0,66              | MgCO3 magnezyt      | -                 |
| 0,72              | CoCO3 sferokobaltyn | -                 |
| 0,74              | FeCO3 syderyt       | -                 |
| 0,74              | ZnCO3 smithsonit    | -                 |
| 0,80              | MnCO3 rodochrozyt   | -                 |
| 0,97              | CdCO3 otavit        | -                 |
| 0,99              | CaCO3 kalcyt        | CaCO3 aragonit    |
| 1,12              | -                   | SrCO3 stroncjanit |
| 1,20              | -                   | PbCO3 cerusyt     |
| 1,34              | -                   | BaCO3 witeryt     |